# Spanionematidae
Spanionematidae zijn een uitgestorven familie van weekdieren uit de klasse van de Gastropoda (slakken).

## Taxonomie
De volgende taxa zijn bij de familie ingedeeld:
- Geslacht  † Spanionema Whidborne, 1891[2]
  -  † Spanionema scalaroides Whidborne, 1889
  -  † Spanionema varicosa Holzapfel, 1895